# Ulrich Biel (Politiker, 1947)
Ulrich Eckhard Kurt Robert Biel (* 1. Oktober 1947 in Peine) ist ein deutscher Politiker der SPD. Von 1982 bis 2008 war er Mitglied im Niedersächsischen Landtag.

## Leben und Beruf
Nach dem Besuch der Volksschule folgte für Ulrich Biel eine Ausbildung zum Bauschlosser. Im Anschluss absolvierte er 18 Monate seinen Wehrdienst bei der Bundeswehr. 1975 legte er seine Ausbilderprüfung und 1978 seine Industriemeisterprüfung ab. Von 1974 bis 1982 arbeitet er als Ausbildungsmeister im Berufsbildungszentrum bei den Stahlwerken Peine + Salzgitter AG in Peine. Seit seiner Tätigkeit im Landtag 1982 ruht diese Beschäftigung.
Biel ist Mitglied des Sozialverbandes Deutschland, der IG Metall und des TSV Bildung. Er ist verheiratet und hat zwei Kinder.

## Politik
Seit 1970 ist Biel Mitglied in der SPD. Er wurde Vorsitzender des SPD-Stadtverbandes Peine und wurde im Jahr 1981 Ratsherr sowie zwischen 1991 und 2001 Bürgermeister der Stadt Peine.
Vom 21. Juni 1982 bis zum 20. Juni 2008 gehörte Biel dem Niedersächsischen Landtag für den Wahlkreis Peine (5) an. Zwischen dem 23. Juni 1982 und dem 20. Juni 1994 war er Vorsitzender des Unterausschusses Grubensicherheit des Ausschusses für Wirtschaft und Verkehr. Von März 2003 bis 2008 war er Vizepräsident des Niedersächsischen Landtages.
2015 erhielt er das Bundesverdienstkreuz am Bande. Ulrich Biel ist Mitglied und Vorsitzender der Parlamentarischen Vereinigung Niedersachsen.